# Contrat urbain de cohésion sociale
 (avril 2017).
Si vous disposez d'ouvrages ou d'articles de référence ou si vous connaissez des sites web de qualité traitant du thème abordé ici, merci de compléter l'article en donnant les références utiles à sa vérifiabilité et en les liant à la section « Notes et références ».

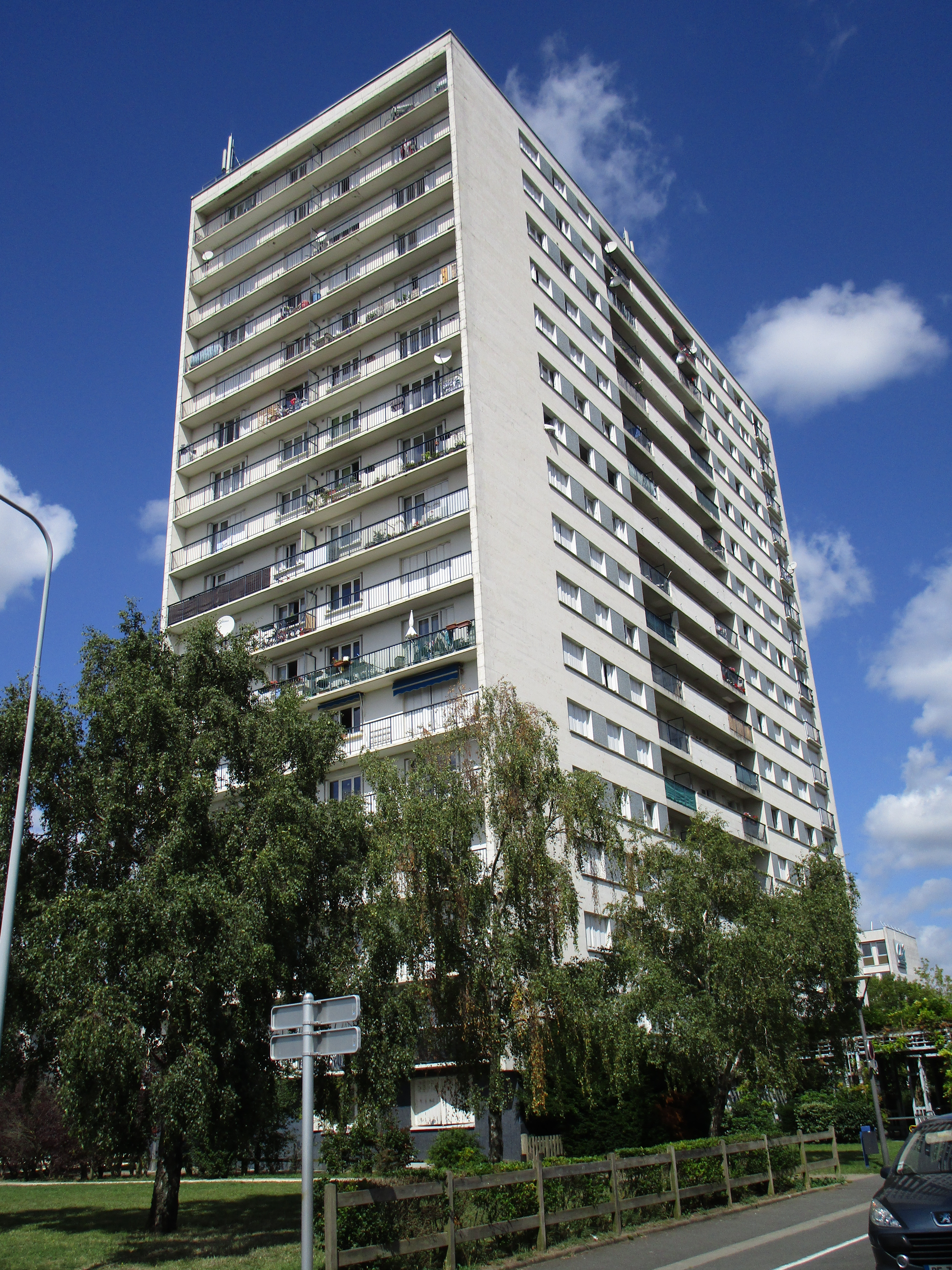
Quartier des Rives du Cher, à Tours.

Le contrat urbain de cohésion sociale (CUCS) était un dispositif de la politique de la ville française actif entre 2007 et 2014. 
Les contrats de ville version 2001-2006 sont arrivés à échéance le 31 décembre 2006. Le gouvernement français a alors décidé de mettre en place un nouveau cadre contractuel de la politique de la ville en faveur des quartiers en difficulté, les contrats urbains de cohésion sociale, dont le cadre général et les orientations ont été définis par le comité interministériel des villes (CIV) du 9 mars 2006,.
Les quartiers en CUCS et les ZUS ont été supprimés et remplacés par 1 500 quartiers prioritaires de la politique de la ville (QPV) le 1er janvier 2015, conformément à une promesse de campagne du président François Hollande,.

## Principes généraux
Ces nouveaux contrats, d’une durée de 3 ans reconductibles, seront proposés aux villes et aux établissements publics de coopération intercommunale compétents en la matière. Ils sont entrés en vigueur au début de l’année 2007. Alors que le dispositif devait prendre fin en 2009, le gouvernement a décidé de le proroger d'un an.
Les contrats furent prolongés et sont restés en vigueur jusqu'au 31 décembre 2014 (circulaire du 8 novembre 2010 relative à la prolongation des Cucs en 2011).
La philosophie générale de ces contrats est à double détente. Elle vise, en effet, à permettre, dans un premier temps, un glissement des crédits « politique de la ville », qui sont provisoires et expérimentaux, vers les crédits de « droit commun », qui sont les crédits dits « normaux ». Ceci devrait arriver à animer le quartier prioritaire dans la politique de droit commun au même titre qu'un autre quartier de la ville dans un deuxième temps, dans un souci d'éviter la pratique discriminatoire qui consisterait à penser la ville sans les quartiers prioritaires et les quartiers prioritaires sans la ville.
Le Cucs prend en compte à la fois les politiques structurelles développées par les communes et/ou EPCI en direction des quartiers et les actions spécifiques conduites au sein même de ces quartiers. Il doit ainsi assurer la cohérence de l'ensemble des dispositifs existant sur le territoire quelle que soit leur échelle d'intervention : PRU, PLH, ZFU, PLIE, PRE, CLAS, ASV, CEL, CLS, VVV, TIC…

## Une intervention hiérarchisée
La délégation interministérielle à la ville (DIV) réalise un travail de priorisation en catégorie 1 à 3 avec le concours de l'INSEE qui lui servira de base de calcul pour l'attribution de l'enveloppe budgétaire attribuée aux préfectures de région. 
De leur côté, les villes souhaitant contracter, effectuent un diagnostic complet des quartiers qui leur semblent défavorisés et proposent de leur côté une priorisation de 1 à 3 argumentée qui permettra de moduler l'attribution de l'enveloppe perçue par la Préfecture de Région. Ensuite, les villes sont amenées à rechercher et à analyser ce qui a été réalisé dans leurs quartiers prioritaires, les différents acteurs concernés et leurs contributions exactes aux actions afin qu'elles puissent, dans le cadre des négociations CUCS déterminer les bonnes actions à pérenniser dans les crédits de droit commun et les projets qui peuvent être expérimentés et subventionnés dans le cadre des crédits « politique de la ville ».

### Éléments d'informations sur la définition des priorités établies par le gouvernement

#### La priorité 1
La DIV s'est attachée à fixer, dans les conditions décrites par la circulaire du 15 septembre 2006, la liste exhaustive des quartiers de priorité 1 au niveau des IRIS qui les composent.
Les indicateurs et critères retenus mettent en avant le constat d'un important décrochage de ces quartiers au regard du revenu médian des ménages les constituant par rapport à leur unité urbaine de référence. Un lissage a pris en compte les disparités régionales de revenu médian. En second lieu, le choix a pris en compte la permanence des politiques engagées sur ces territories ; ainsi, l'existence d'une opération de Rénovation urbaine de catégorie 1 (strict classement ANRU), ou l'appartenance à un périmètre ZFU, place les territoires concernés en priorité 1. Un recours à l'indice PRV (pacte de relance pour la ville) a été mis en œuvre pour trancher la situation des cas extrêmes. Enfin, les quartiers de moins de 1 500 habitants ont été déclassés.
Dans l'esprit de la volonté du gouvernement français de concentrer l'action de l'État sur les quartiers les plus prioritaires, il n'a pas été possible de retenir toutes les propositions des préfets de classement en priorité 1.

#### Les priorités 2 et 3
La liste des priorités 2 a été établie sur la base des quartiers (ZUS, agrégats d'IRIS, IRIS isolés pour un total de 3500 IRIS) présentant un décrochage de 30 à 50 % du revenu médian des ménages par rapport à l'unité urbaine de référence et des ZUS proches du seuil de décrochages présentant un indice de risque élevé.
Les quartiers classés en catégorie 3 par la DIV sont le résultat du complément d'analyse effectué par la DIV et ne constituent donc qu'un élément partiel et indicatif des choix locaux à opérer.

### Conséquences de la hiérarchisation
La priorisation des quartiers de 1 à 3 est importante car elle conditionne la répartition de l'enveloppe perçue par la Préfecture de Région. Par exemple, l'ensemble des quartiers priorité 1 bénéficient des crédits politique de la ville sur une part importante de l'enveloppe régionale. Les quartiers priorité 2 bénéficient d'un panachage entre les crédits « politique de la ville » et les crédits de droit commun, alors que les quartiers priorité 3 ne sont concernés que par des orientations de crédits de droit commun et peuvent bénéficier jusqu'à 10 % de l'enveloppe régionale en subvention de fonctionnement. 
C'est là qu'il conviendra d'être très vigilant sur la priorisation des quartiers proposée par les villes après l'avis de la DIV. En effet, la DIV distribue son enveloppe financière à partir de ses propres études. C'est ainsi que, si elle a considéré qu'une région ne disposait que de quatre quartiers priorité 1, elle donnera des financements pour l'équivalent de quatre quartiers priorité 1. En conclusion, si les décideurs publics décident de passer d'autres quartiers en priorité 1, l'enveloppe restera la même, sauf qu'il faudra la répartir entre plus de quartiers. Ce qui fait que si la nouvelle répartition des quartiers n'est pas compensée dans un sens comme dans un autre, nous pourrons très facilement rencontrer des cas où des quartiers de priorité 1 (en forte difficulté) reçoivent moins de subvention dans le cadre des CUCS, parce qu'il doit partager la part de l'enveloppe « priorité 1 » avec trop de quartiers, qu'un quartier de priorité 3 qui serait seul à se partager les 10 % de l'enveloppe régionale réservé aux quartiers « priorité 3 ».

## Évaluation quantitative
Fin juin 2007, 490 CUCS ont été signés par les communes ou les établissements publics de coopération intercommunale (EPCI). 
292 ont été signés par les communes uniquement, 196 par les EPCI (avec ou sans les communes de ces EPCI). 18 % d'entre eux ont été signés par les conseils régionaux et 33 % par les conseils généraux, 26 % par les bailleurs sociaux et 41 % par les Caisses d'allocations familiales. 
Ces nouveaux contrats concernent au total 2 200 quartiers. Il s'agit d'une évolution importante au regard des quartiers ciblés par les précédents contrats de ville (environ 1 500 dont 751 ZUS). 364 d'entre eux prennent le relais des précédents 247 contrats de ville. 
Lors de la suppression des CUCS et de leur remplacement, partiel,  par les quartiers prioritaires de la politique de la ville il existait 2 492 quartiers couverts par un Cucs lesquels couvraient 741 des 751 ZUS ; les nouveaux quartiers prioritaires retenus sont au nombre de 1 514 quartiers prioritaires
Les CUCS bénéficient d'une enveloppe globale pour 2007, de près de 400 millions d'euros.